# Fernando Prass
Fernando Büttenbender Prass (* 9. Juli 1978 in Porto Alegre) ist ein ehemaliger brasilianisch-deutscher Fußballtorhüter.

## Karriere
Prass begann seine Profikarriere bei seinem Jugendverein Grêmio FBPA in seiner Heimatstadt. Nach mehreren Leihstation bei zweitklassigen Vereinen kam er 2002 zum Coritiba FC.
Nach ein paar Jahren beim portugiesischen Erst- und Zweitligisten, União de Leiria, wo er zum Stammtorhüter wurde, kehrte er nach Brasilien zurück und schloss sich dem CR Vasco da Gama an. Dort verpasste er nach dem Aufstieg 2009 in drei Série-A-Spielzeiten ein einziges Spiel. In Rio de Janeiro gewann er 2011 mit dem Copa do Brasil erstmals einen nationalen Titel. Nach einem weiteren Jahr bei Vasco wechselte er zum Ligakonkurrenten SE Palmeiras nach São Paulo.
2015 wurde er in die Olympiaauswahl für die Sommerspiele in Rio berufen und absolvierte mit dieser einige Vorbereitungsspiele. Dabei zog er sich jedoch einen Bruch des Ellenbogens zu und fiel damit für das Turnier aus.
Nach dem zweiten Copa do Brasil 2015 gewann er 2016 mit Palmeiras auch seine erste Brasileirão. Nachdem Prass zur Saison 2018 als Stammtorhüter bei Palmeiras von Wéverton (der ihn schon bei den Olympischen Spielen vertrat) abgelöst wurde, beendete er dort nach der Saison 2019 zunächst seine Laufbahn als aktiver Fußballer. Im Januar unterschrieb er dann allerdings einen Vertrag beim Ceará SC, der für die Saison 2020 galt. Im Anschluss an den Vertrag beendete Prass im März 2021 seine Karriere.

## Erfolge
Grêmio
- Campeonato Gaúcho: 1999
- Copa Sul: 1999

Vila Nova
- Campeonato Goiano: 2001

Coritiba
- Campeonato Paranaense: 2004

Vasco da Gama
- Série B: 2009
- Copa do Brasil: 2011

Palmeiras
- Série B: 2013
- Copa do Brasil: 2015
- Campeonato Brasileiro de Futebol: 2016, 2018

Ceará
- Copa do Nordeste: 2020

Auszeichnungen
- Bola de Prata: Bester Torhüter 2011